# Troféu do Centenário da Liga de Futebol
O Troféu do Centenário da Liga de Futebol em inglês Football League Centenary Trophy (também conhecido como Mercantile Credit Centenary Trophy por motivos de patrocínio) foi um torneio de futebol inglês realizado durante a temporada de 1988-89 para comemorar o 100º aniversário da Football League . A competição foi disputada em mata-mata entre os oito melhores clubes da Primeira Divisão da Liga de Futebol da temporada anterior, com a final entre Arsenal e Manchester United ocorrendo no berço do futebol da Liga, casa do Aston Villa , Villa Park em 9 de outubro de 1988.
Com os golos de Paul Davis e Michael Thomas deram ao Arsenal uma vitória por 2 a 1, com Clayton Blackmore o artilheiro do Manchester United.  Apesar da maioria dos principais clubes do país estarem envolvidos, as multidões para o Troféu do Centenário foram geralmente dececionantes e apenas a partida da semifinal entre Arsenal e Liverpool atraiu mais de 25.000.

## Participantes
| Pos. | Clube               | J  | V  | E  | D  | GM | GS | DG  | Pontos |
| ---- | ------------------- | -- | -- | -- | -- | -- | -- | --- | ------ |
| 1    | Liverpool           | 40 | 26 | 12 | 2  | 87 | 24 | +63 | 90     |
| 2    | Manchester United   | 40 | 23 | 12 | 5  | 71 | 38 | +33 | 81     |
| 3    | Nottingham Forest   | 40 | 20 | 13 | 7  | 67 | 39 | +28 | 73     |
| 4    | Everton             | 40 | 19 | 13 | 8  | 53 | 27 | +26 | 70     |
| 5    | Queens Park Rangers | 40 | 19 | 10 | 11 | 48 | 38 | +10 | 67     |
| 6    | Arsenal             | 40 | 18 | 12 | 10 | 58 | 39 | +19 | 66     |
| 7    | Wimbledon           | 40 | 14 | 15 | 11 | 58 | 47 | +11 | 57     |
| 8    | Newcastle United    | 40 | 14 | 14 | 12 | 55 | 53 | +2  | 56     |

## Resultados

### Quartas de final
| Liverpool                                                | 4–1 | Nottingham Forest |
| -------------------------------------------------------- | --- | ----------------- |
| Veado 50 ' Mølby 70 ' ( pen. ) Houghton 75 ' Barnes 84 ' |     | Webb 90 '         |

Anfield , Liverpool
Presença: 20.141
Árbitro: G.Tyson ( Sunderland )
| Manchester United | 1–0 | Everton |
| ----------------- | --- | ------- |
| Strachan 66 '     |     |         |

Old Trafford , Manchester
Presença: 16.439
Árbitro: G. Alpin ( Condado de Westmorland )
| Newcastle United | 1-0 ( at ) | Wimbledon |
| ---------------- | ---------- | --------- |
| O'Neill 109 '    |            |           |

St James' Park , Newcastle
Presença: 17.141
Árbitro: Keith Hackett ( Sul Yorkshire )
| Queens Park Rangers | 0–2 | Arsenal                |
| ------------------- | --- | ---------------------- |
|                     |     | Adams 3 ' Marwood 76 ' |

Loftus Road , Londres
Presença: 10.019
Árbitro: Roger Milford ( Somerset )

### ´Meias-finais
| Arsenal                   | 2–1 | Liverpool     |
| ------------------------- | --- | ------------- |
| Bosques 33 ' Marwood 82 ' |     | Staunton 80 ' |

Highbury , Londres
Presença: 29.135
Árbitro: John Martin ( Wessex )
| Manchester United        | 2-0 ( pro.) | Newcastle United |
| ------------------------ | ----------- | ---------------- |
| Bruce 91 ' McClair 101 ' |             |                  |

Old Trafford , Manchester
Presença: 14.968
Árbitro: John Key ( Sul Yorkshire )

### Final
| Arsenal                | 2–1 | Manchester United |
| ---------------------- | --- | ----------------- |
| Davis 36 ' Thomas 40 ' |     | Blackmore 84 '    |

Villa Park , Birmingham
Presença: 22.182
Árbitro: George Courtney ( Condado de Durham )

## Melhores marcadores
| Classificação | Nome              | Equipe            | Golos |
| ------------- | ----------------- | ----------------- | ----- |
| 1             | Brian Marwood     | Arsenal           | 2     |
| 2             | Tony Adams        | Arsenal           | 1     |
| 2             | John Barnes       | Liverpool         | 1     |
| 2             | Clayton Blackmore | Manchester United | 1     |
| 2             | Steve Bruce       | Manchester United | 1     |
| 2             | Paul Davis        | Arsenal           | 1     |
| 2             | Perry Groves      | Arsenal           | 1     |
| 2             | Ray Houghton      | Liverpool         | 1     |
| 2             | Brian McClair     | Manchester United | 1     |
| 2             | Jan Mølby         | Liverpool         | 1     |
| 2             | Michael O'Neill   | Newcastle United  | 1     |
| 2             | Gordon Strachan   | Manchester United | 1     |
| 2             | Michael Thomas    | Arsenal           | 1     |
| 2             | Barry Veado       | Liverpool         | 1     |
| 2             | Neil Webb         | Nottingham Forest | 1     |